# Waschbrett

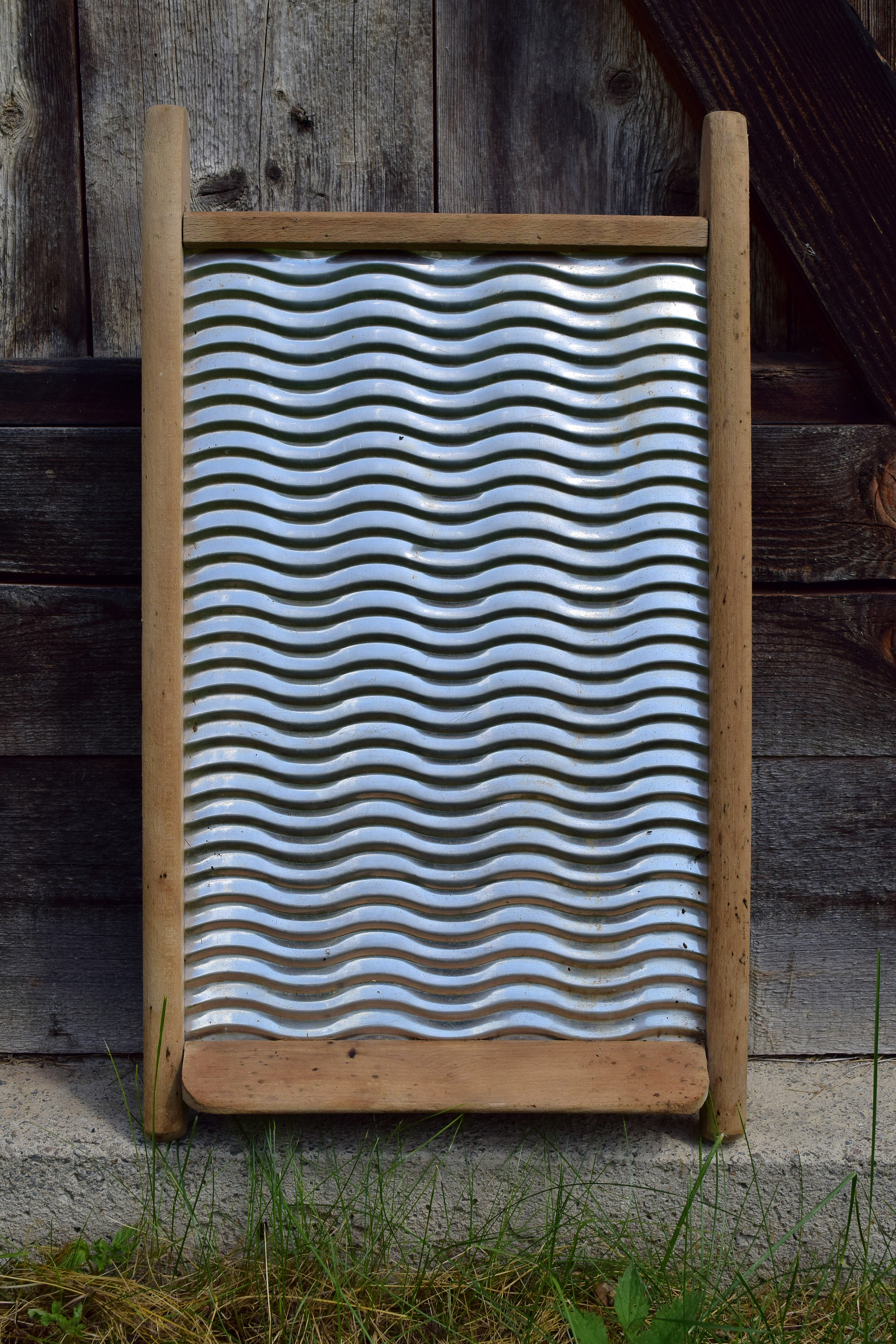
Waschbrett mit gewellten Rippen

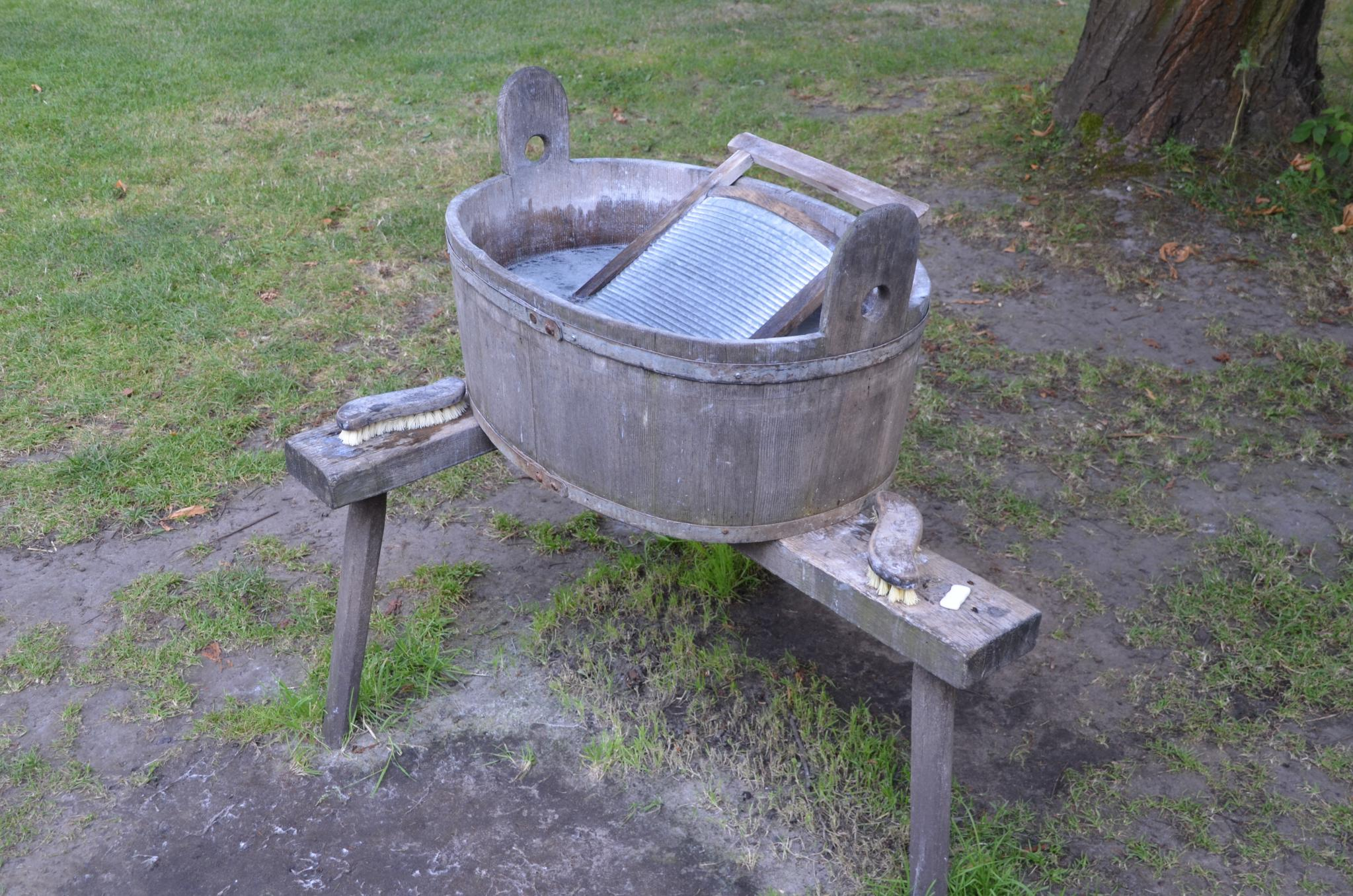
Historische Hilfsmittel des Wäschewaschens (im Spreewald): Waschbrett, Waschzuber mit Waschlauge und Bürste

Das Waschbrett, Wäscheruffel, Wäscheruppel oder Rumpel ist ein Hilfsmittel zum Waschen von Kleidungsstücken bei der Handwäsche. Vor der Entwicklung der Waschmaschine war es sehr verbreitet.  In Regionen, in denen Waschmaschinen rar sind, wird es noch immer benutzt.

## Aufbau und Verwendung
Meist besteht ein Waschbrett oder eine Waschrumpel aus einem Holzrahmen, in den ein gewelltes Blech eingesetzt wurde. Es gibt auch Waschbretter, die nur aus Holz gefertigt sind und mit Querrillen versehen sind. Einfach gewellte Platten ergeben horizontale Rippel, doppelt gewellte Platten ergeben ein horizontales Wellenmuster.
Das Waschbrett ist für den Gebrauch im Haushalt üblicherweise etwa 30 bis 40 Zentimeter groß. Die Oberfläche ist so gestaltet, dass sich ein regelmäßiges Muster von Erhebungen und Vertiefungen bildet, auf denen das feuchte zu waschende Kleidungsstück gerieben wird, um die Verschmutzungen zu lösen. Dabei wird das Waschbrett in den Waschbottich mit der Waschlauge eingestellt und die schmutzige Wäsche so lange über die Rippel gerieben, bis der Schmutz gelöst ist. Danach wird die Wäsche ausgewrungen oder durch die Wäschemangel gedreht. Sonderformen des Waschbretts sind in das Becken eingearbeitete Wäscherumpeln, bei denen eine Wand schräg gestellt und gerippelt ausgebildet ist.

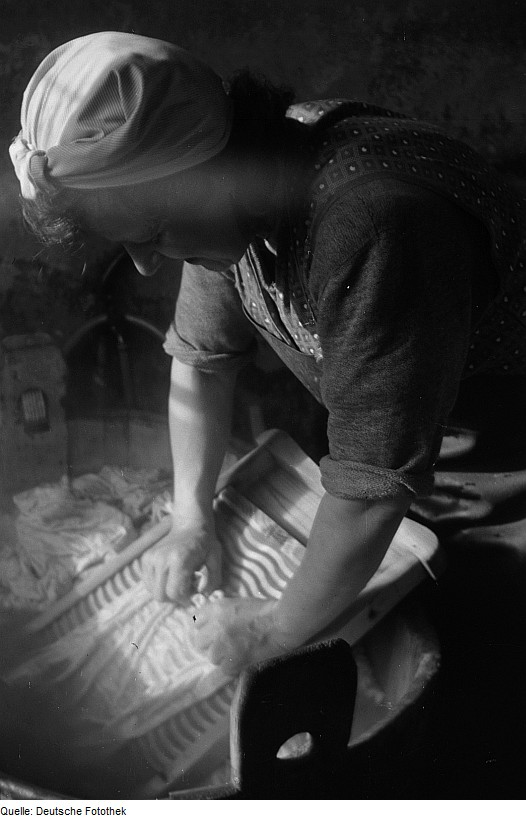
Der Waschvorgang
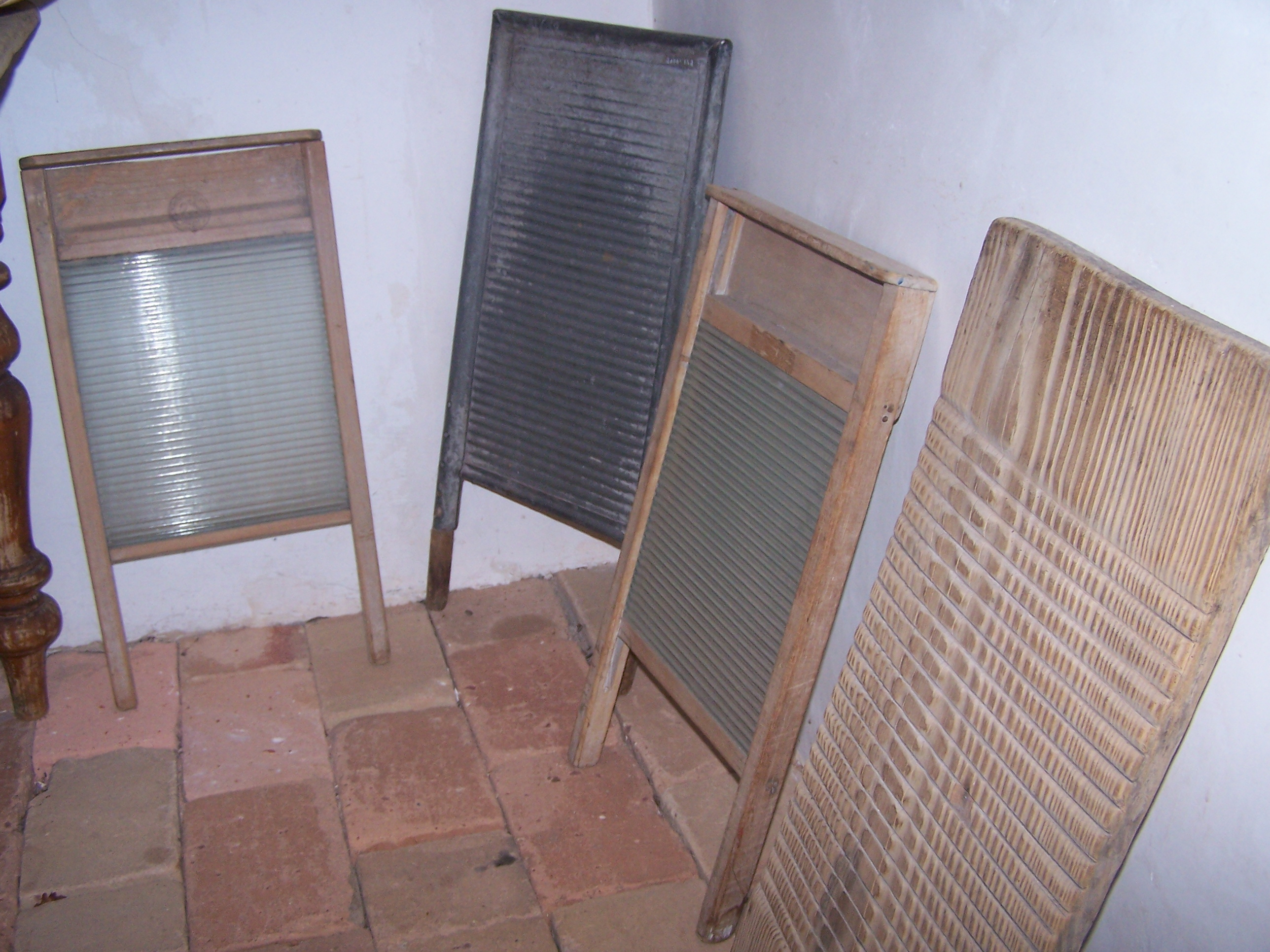
Verschiedene Ausführungen
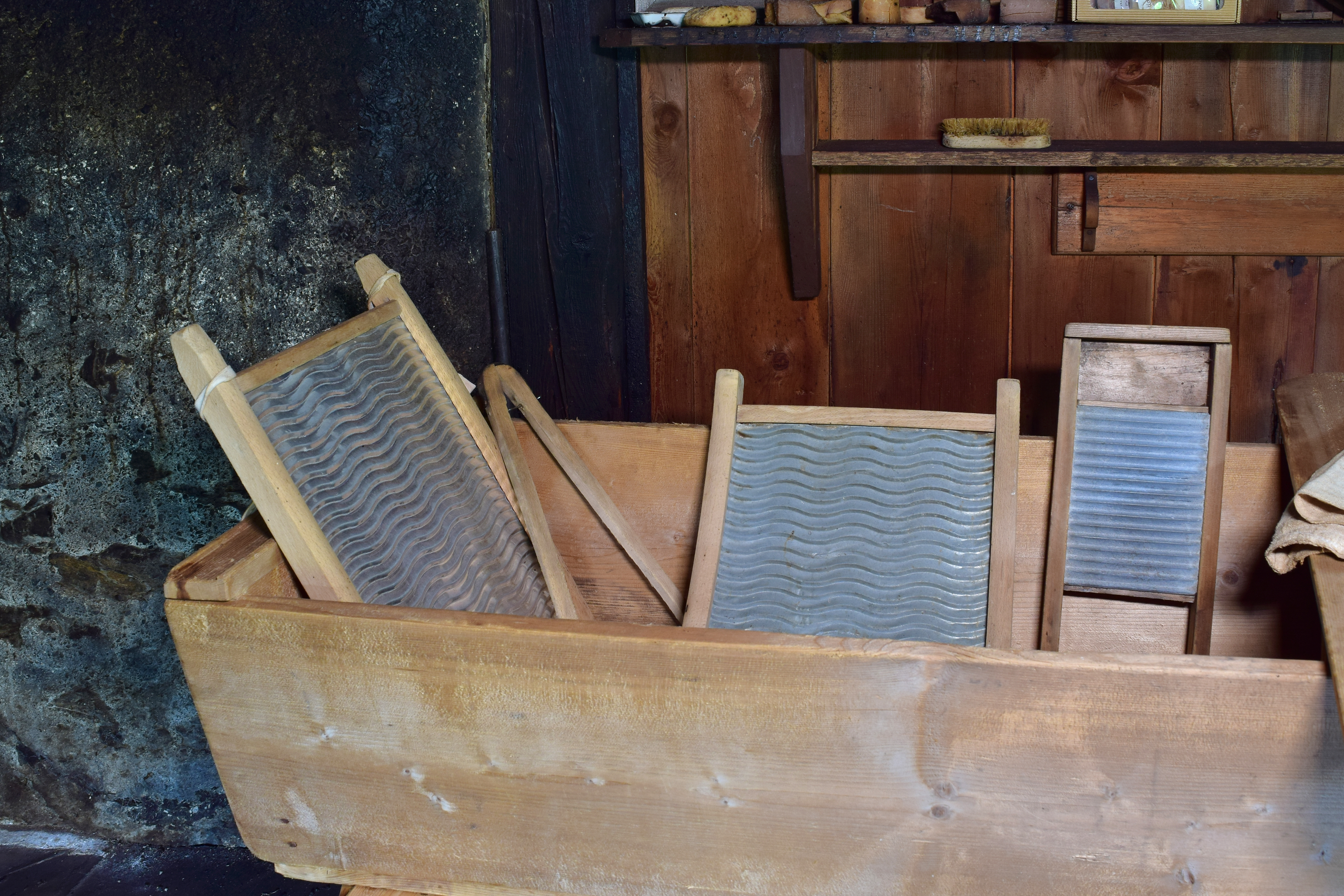
Waschrumpeln in der Waschhütte am Wurzerhof in Außervillgraten, Osttirol

## Musikinstrument

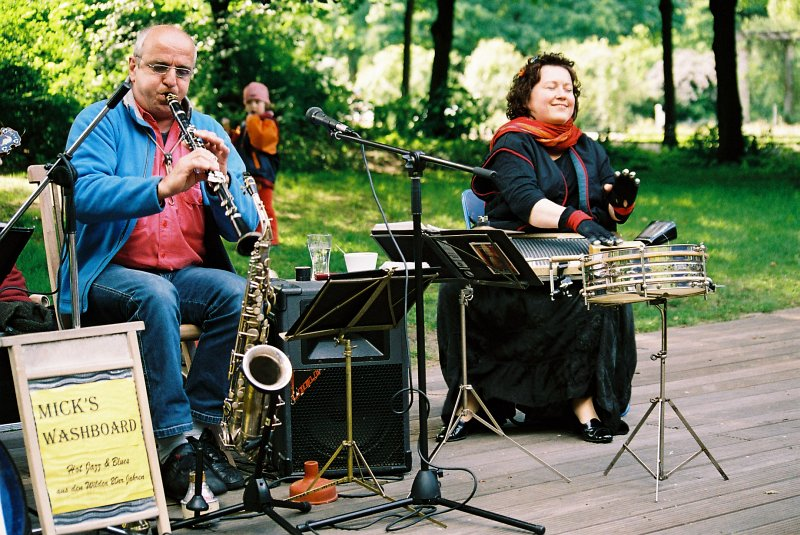
Straßenmusiker: Waschbrett als Rhythmusinstrument

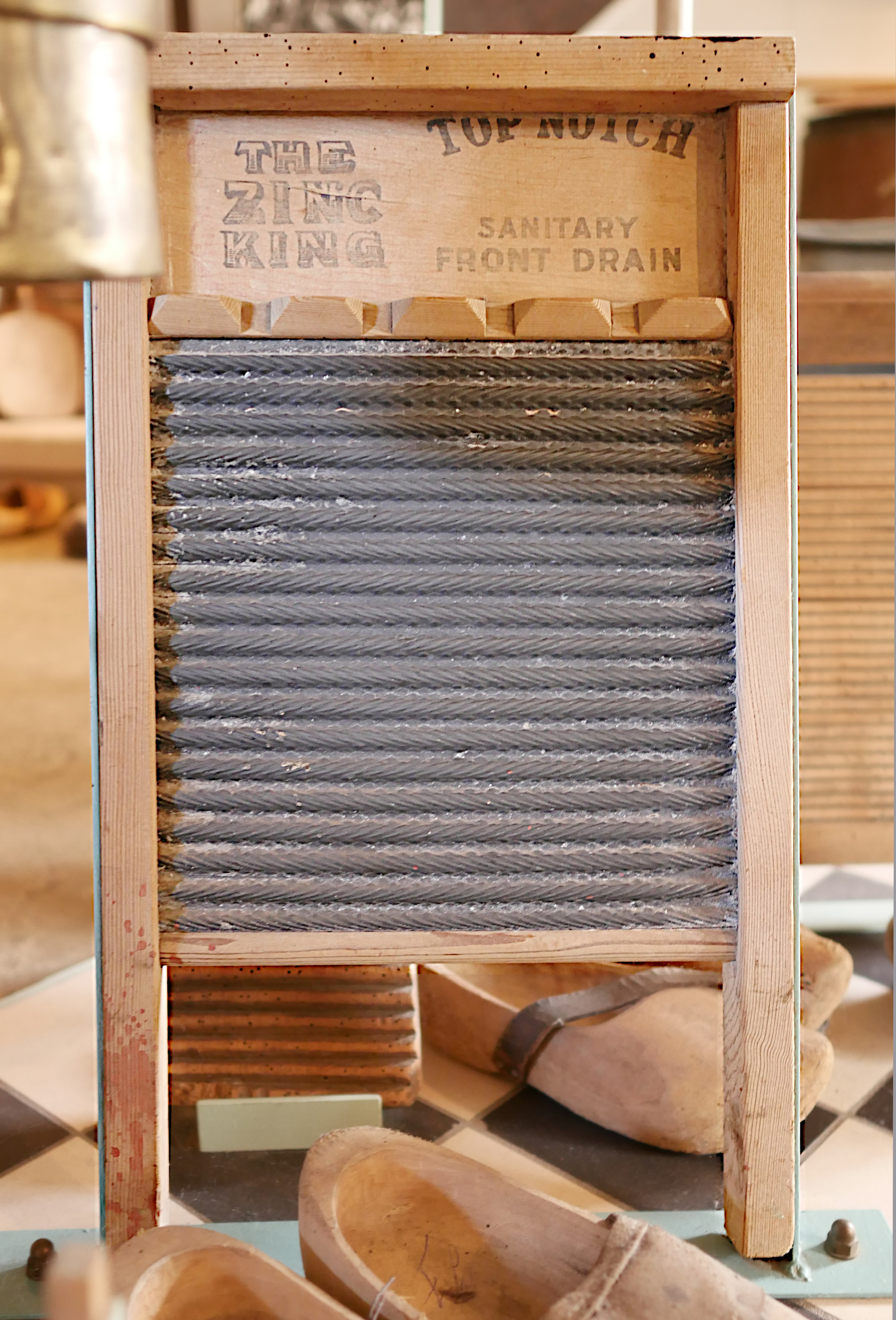
The Zinc King 701, ein bei Waschbrettspielern wegen seines schönen Klangs beliebtes Waschbrett

In der Musik wird das Waschbrett als Rhythmusinstrument eingesetzt. Man unterscheidet reine Metallwashboards, die speziell für diesen Zweck gebaut werden, oder Zinkwaschbretter mit Holzrahmen (die ursprünglich zum Wäschewaschen benutzt wurden). Dabei hängt sich der Spieler entweder das Brett vor die Brust (bei Zydeco-Bands in Louisiana üblich), montiert es auf einem kleinen Tisch (in der Classic-Jazz- und Swing-Zeit der 1920er bis 1940er Jahre üblich) oder legt es auf die Knie (bei Skiffle-Bands in den 1950er und 1960er Jahren üblich). 
Mit Sticks, Jazz-Besen oder mit der Hand wird über das Brett gerieben oder geschlagen, ähnlich wie bei einer Snare-Drum. Beim Spielen mit der Hand müssen Fingerhüte über die einzelnen Finger gezogen werden oder es wird mit den Fingern getrommelt (gewirbelt). Anwendung findet dieses Perkussionsinstrument auch in Musikstilen wie Dixieland, Rock ’n’ Roll und Rockabilly.
In den 1920er bis 1940er Jahren war das Washboard ein im klassischen Jazz und frühen Swing gerne benutztes Instrument (berühmte Interpreten: Baby Dodds, Floyd Casey, Jimmy Bertrand, Washboard Sam, Bruce Johnson). Neue Popularität erhielt es mit der Skiffle-Mode im England der späten 1950er Jahre, die auch in Deutschland zur Gründung von zahlreichen Skiffle-Bands führte. Die englische Jazz-Sängerin Beryl Bryden sowie Jim Dandy Mangrum von Black Oak Arkansas begleiteten sich selbst auf einem Washboard. John Lennons erste Band The Quarrymen war ebenfalls eine Skiffleband und spielte mit Washboard.
In deutschen Jazzbands machten sich in den 1970er Jahren die Washboardspieler Gunter Andernach und Dieter „Zech“ Nentwig einen Namen (Zechs Washboard Company). In Frankfurt am Main spielen heute noch regelmäßig die Jazz Classics mit Washboard (Horst Schwarz). In der französischen Szene wird das Instrument durch die Washboard Company von Gilbert Leroux und durch Paris Washboard gepflegt.

## Waschbrettmuster
Muster, die der Querrillenstruktur eines Waschbretts ähneln, nennt man Waschbrettmuster. Beispiele sind der Waschbrettbauch, die Waschbrettpiste oder auch Rippelmarken am Strand.